# والاس (فلوریدا)
والاس (به انگلیسی: Wallace) یک منطقهٔ مسکونی در ایالات متحده آمریکا است که در فلوریدا واقع شده‌است. والاس ۱٬۷۸۵ نفر جمعیت دارد و ۵۴٫۸۶ متر بالاتر از سطح دریا واقع شده‌است.